# Hans Hansson (borgmästare)
Hans Hansson, född 3 juni 1593 i Södertälje, död 22 maj 1663 i Stockholm, var Stockholms borgmästare och riksdagsman.

## Biografi
Hans Hansson föddes 1593 i Södertälje. Han kom att arbeta som borgmästare i Stockholm. Hans Hansson avled 1663 i Stockholm och begravdes 31 maj samma år i Storkyrkan. Ett epitafium över Hans Hansson och hans fru hängdes upp i Storkyrkan.

### Familj
Hans Hansson gifte sig 23 januari 1623 med Brita Bohm (1607–1646), dotter till överborgmästare Lars Bohm i Örebro och Ingrid Larsdotter.